# Fuite d'information

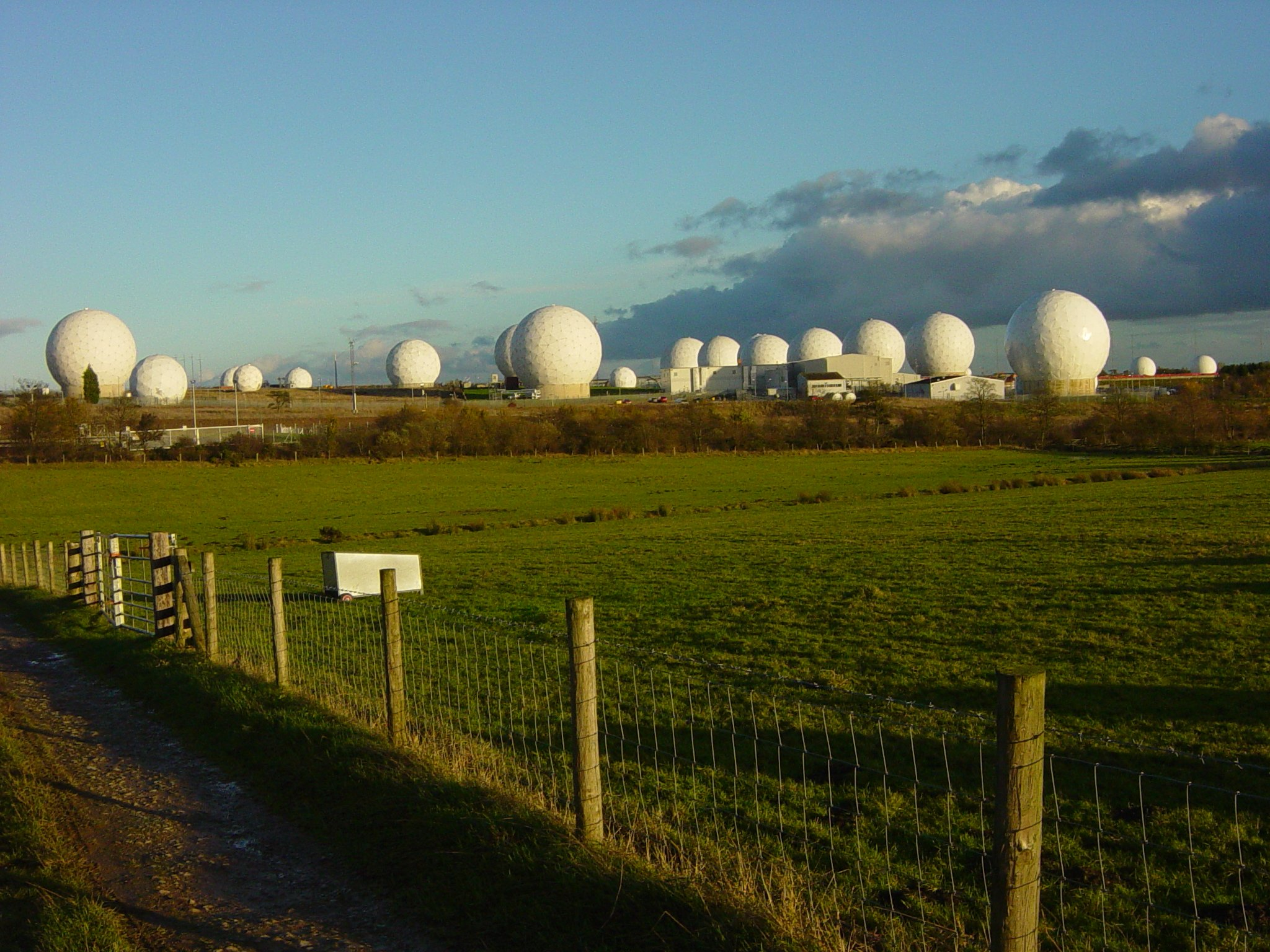
Stations d'interception faisant partie du réseau d'écoutes planétaire Echelon initié par les États-Unis sur la base de Menwith Hill.

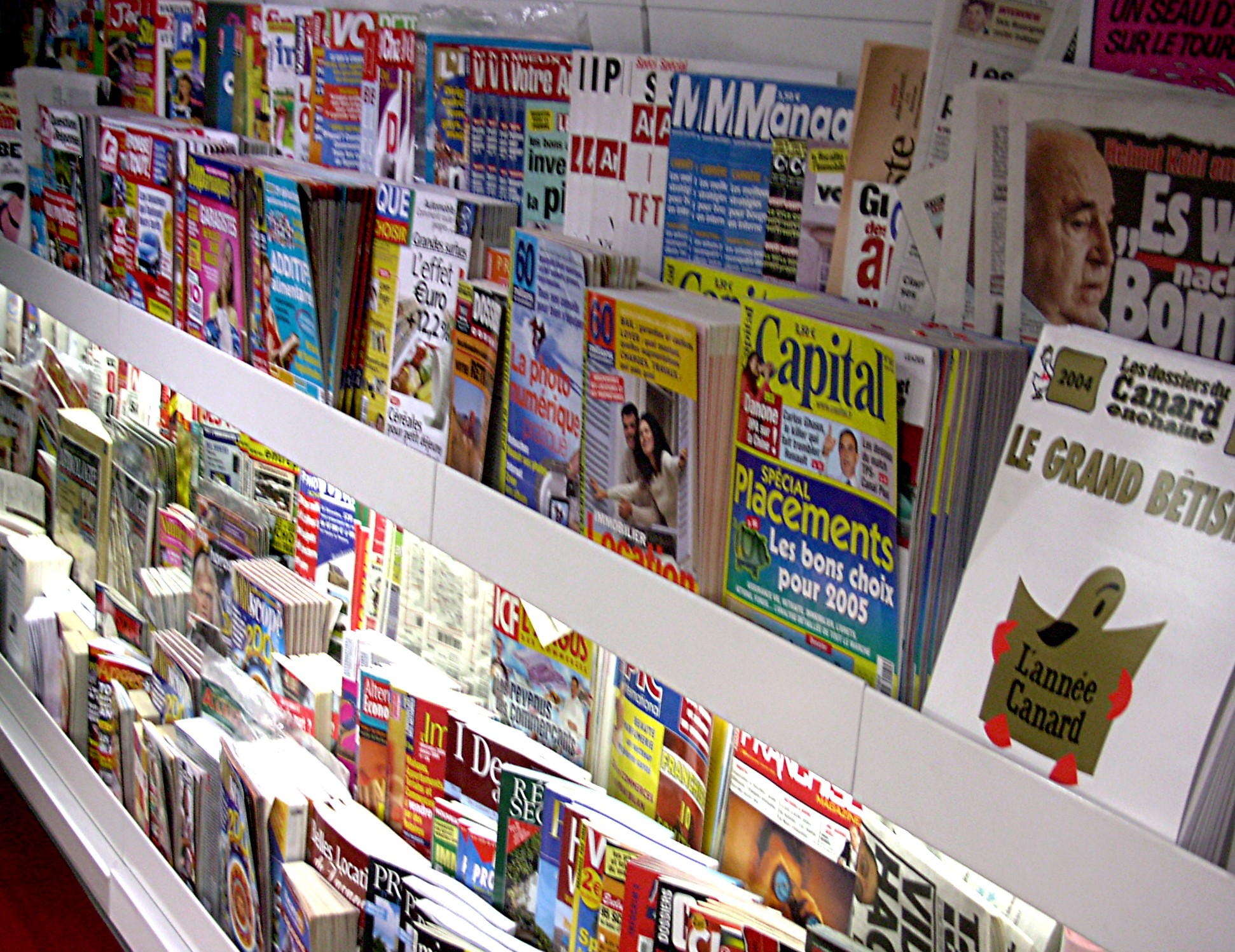
La presse écrite et le monde des médias en général sont un grand vecteur de fuite, dans tous les domaines politiques, économiques et sociétaux, outre le développement récent de la peopolisation.

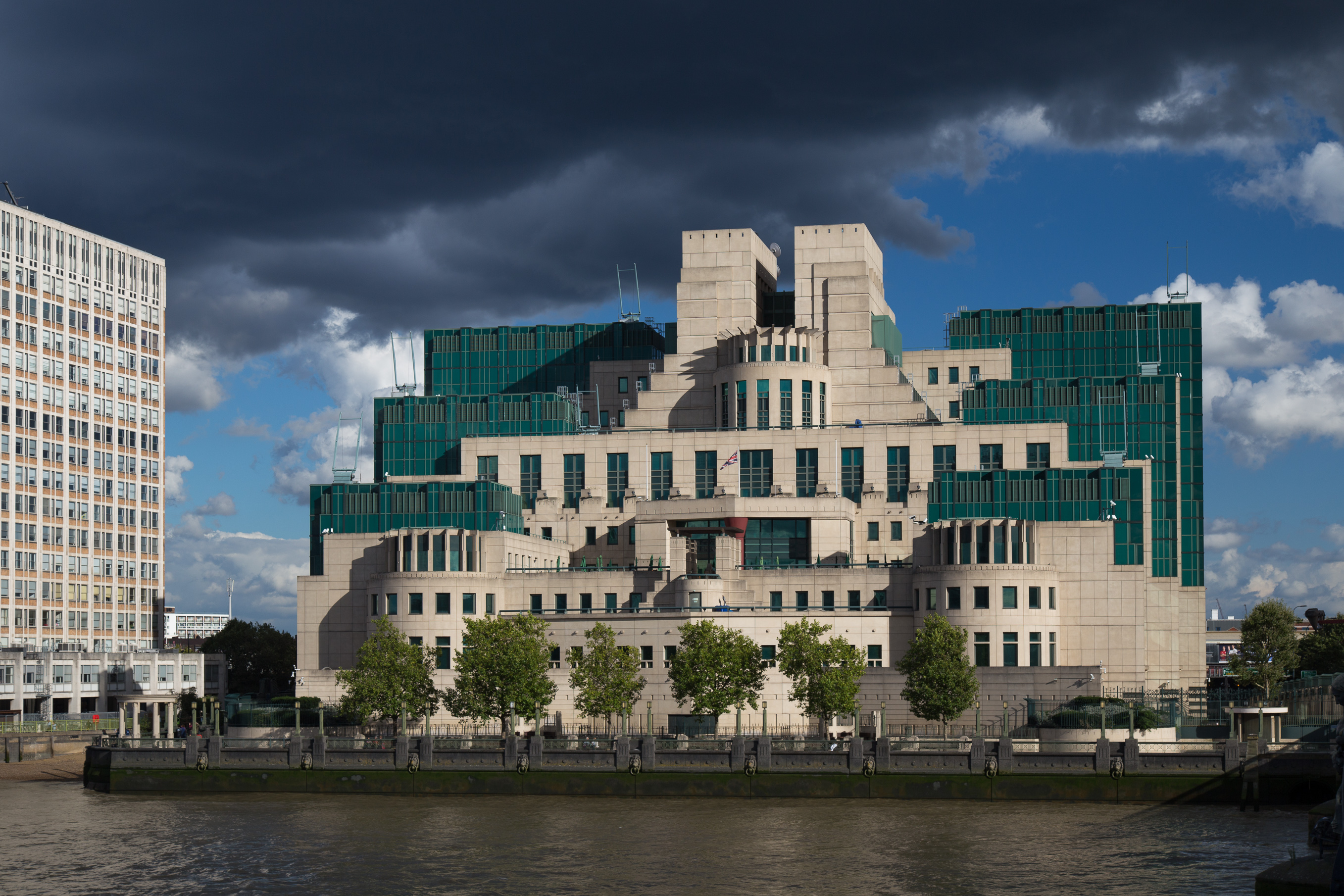
La guerre tous azimuts à laquelle se livrent, entre autres, les services secrets, ainsi que l'action de nombreux professionnels du renseignement, de la sécurité, de l'investigation et de la communication, alimentent, autant qu'elles génèrent, la fuite d'information (siège de l'Intelligence Service, Vauxhall, Londres).

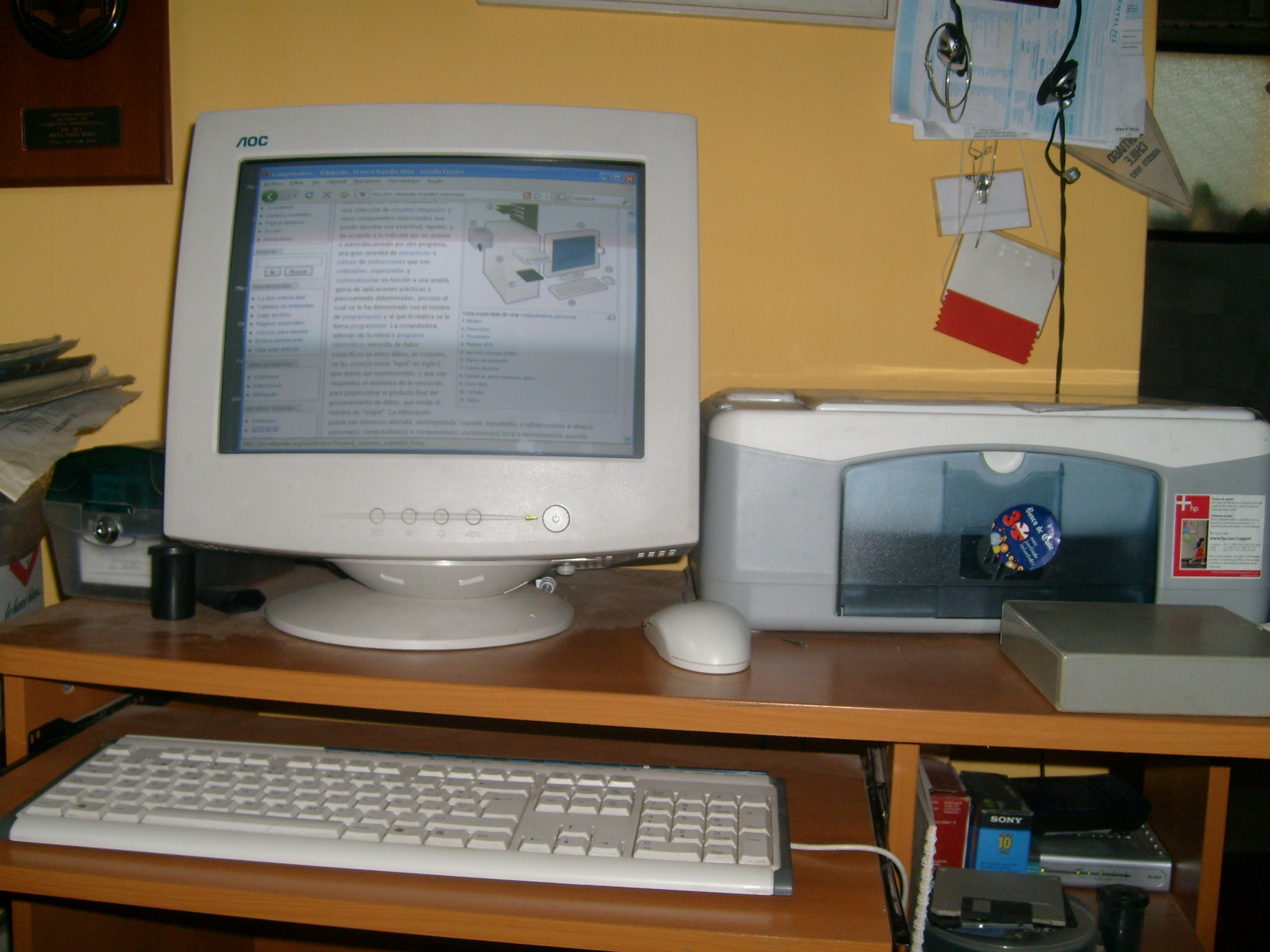
L'informatique, les multiples outils numériques et nouvelles technologies (NTIC) (ordinateurs, Wi-Fi, smartphones, nanotechnologies, biométrie, etc.) ainsi que leurs diverses utilisations, par exemple sur les réseaux sociaux ou le fichage, sont déjà la source de nombreuses fuites malveillantes ou par imprudence pouvant envahir notre intimité.

La fuite d'information, peut provenir soit d'une déperdition soit d'une divulgation de données, qui met en cause la sécurité matérielle et juridique de l'information pour son ayant droit.
Elle peut être spontanée, involontaire ou provoquée. Dans ce dernier cas, elle est produite pour des motifs divers, parfois légaux, souvent sécuritaires, éventuellement salutaires (détection, sauvetage, etc.). Mais dans de nombreux cas de figure, la fuite est largement répréhensible techniquement (moyens de captage électroniques et numériques, désinformation, etc.), moralement (délation, atteintes à l'intimité, etc.) et/ou juridiquement (secret de l'instruction, protection des brevets, vie privée, violation de secrets d'État, etc.). C'est parfois un objet de controverse, mais les moyens sont souvent jugés illégitimes, même lorsqu'ils s'inspirent d'une contre-culture visant la transparence à tout prix.
Étant de différente nature, sa définition reste ouverte (voir infra). Elle touche toutes les activités humaines, économiques, sociales et professionnelles, parfois jusqu'à l'intimité même des personnes (cf. typologie) et peut avoir des répercussions individuelles, institutionnelles ou économiques parfois graves, voire traumatisantes, dans une société médiatique et perméable, paradoxalement, de plus en plus sécuritaire. 
Un cas particulier est le « leak » créé par un lanceur d'alerte. Plusieurs ont pu récemment mettre au jour divers scandales relayés par des journalistes ou des consortiums  de journalistes  d'investigation.
Le phénomène interroge nos modes de fonctionnement, individuels et collectifs, dans le monde de la communication ou de la sécurité, mais plus largement quant à nos rapports avec la vie privée, les données personnelles, l'économie, la politique, le secret et, tout à la fois, le rôle et la protection de l'État dans un espace mondialisé et intrusif instable.

## Description
La validité de la définition duale de l'introduction se discute en remarquant, qu'au contraire de la divulgation inopportune qui laisse subsister l'information, la déperdition est une perte de l'information et non pas seulement une fuite. Cette perte n'est pas toujours irréversible et, à l'inverse, la divulgation porte souvent sur des informations tronquées dont les lacunes sont, de ce fait, parfois réellement perdues. Dans le cas de la divulgation, il y a appropriation de l'information par autrui, ce qui n'est pas le cas dans la déperdition. Pourtant cela renvoie pratiquement aux mêmes exceptions. Cette dualité questionne ce qui n'est pas fuite d'information, excepté les fuites de matières et de capitaux, lorsqu'elles ne véhiculent pas des données autres que quantitatives. Ce qui revient à admettre une large palette de situations, conformément au postulat voulant que tout est information. Toutefois, cette interprétation se traduit par un catalogue laissant à chacun la liberté de choisir une définition, plus restrictive ou plus large, de la notion.

### Déperdition d'information
La déperdition d'information suppose une masse de données que viennent altérer certains éléments contingents. On raisonne plus ici en termes de stock que de flux, en l'espèce, s'agissant de sa diminution.

Le schéma très simplifié de Shannon.

#### Déperditions transactionnelles
Dans son schéma théorique de l'information Shannon pointe du doigt la déperdition de l'information durant le parcours que fait cette dernière entre l'émetteur (auteur) et le récepteur final (destinataire). Cette fuite est inhérente à la qualité des vecteurs qui justement s'approprient successivement cette information. Cela s'illustre, par exemple, dans la relation plus ou moins parfaite d'un fait, mais concerne aussi la copie matérielle plus ou moins fidèle d'une source sonore ou visuelle. S'agit-il plus ici d'une dépréciation que d'une fuite ? Notons que dans la relation défectueuse d'un fait, l'information initiale ne disparaît pas forcément et peut même être retrouvée à l'état brut s'il est possible de remonter à sa source.

#### Déperditions médiatiques
- Il peut s'agir aussi d'un phénomène tendanciel observé ces dernières décennies, visant l'affaiblissement du contenu informatif de différents médias (au sens large), journalistiques, publicitaires, cinématographiques, télévisuels, etc., notamment au profit de la place laissée aux messages ludiques, distractifs et flatteurs qui n'ont d'autres fonctions que d'exciter nos stimuli et notre émotivité. On y assimile parfois les messages commerciaux. Cette déperdition peut recouvrir une véritable rétention implicite de l'information que s'approprie l'un des détenteurs du contenu informatif qu'il ne retransmet pas ou peu. Mais cette notion de fuite de l'information controversée renvoie au choix de la définition que l'on retient pour identifier ce qu'est une information car, pour d'autres, plus en phase avec les idées de Weiner (cf. note 1), tout le domaine médiatique véhicule de l'information[réf. nécessaire] ; les modifications observées récemment ne seraient donc relatives qu'à la nature des informations et non à leur amenuisement.

- Toutefois, une approche alternative relève au contraire une fuite d'information dans le trop plein d'informations qui assaille aujourd'hui nos sociétés par rapport à ce qui est réellement perçu par les destinataires[4], au point que pour certains, se soustraire à cette vague d'informations permet au contraire de mieux s'informer[5].

#### Déperditions physiologiques
On peut évoquer un tout autre domaine où la fuite d'information est une déperdition, au sens génétique et médical cette fois, s'agissant des pathologies liées à la mémoire et au vieillissement comme dans le cas de la maladie d'Alzheimer. Certaines de ces fuites sont cependant réversibles (amnésies).

#### Déperditions culturelles
- L'évasion culturelle est aussi une fuite d'information. On peut ainsi considérer le vandalisme ou le vol de livres, en tant que supports d'information, fréquents dans les bibliothèques, notamment universitaires[6] ; idem pour les différents types d'archives, sources historiques parfois définitivement perdues. Les évasion patrimoniales (sculptures, peintures, architecture, etc.) sont également nombreuses, par exemple, les vols dans les églises françaises[7], le pillage des sites archéologiques khmers[8] ou, plus généralement, les vols dans les musées et les destructions dues aux guerres notamment.

- Dans cette catégorie, il faut aussi évoquer l'abandon à la dégradation du temps de chefs-d'œuvre architecturaux (ou vestiges significatifs), faute d'entretien ou d'en comprendre l'intérêt sur le moment, ou encore certaines restaurations controversées (par exemple en France, celles de l'architecte Viollet-le-Duc ou celles du sculpteur Girardon[9]) qui occasionnent une perte d'authenticité. Des territoires urbains ou ruraux peuvent aussi subir une fuite culturelle avec l'invasion du tourisme de masse et/ou le développement anarchique ou excessif de la construction. Tous ces types de fuites font disparaître, ou amoindrissent, des témoignages culturels, historiques et artistiques, souvent irremplaçables.

- D'une façon plus subtile, constituerait également une fuite d'information, le phagocytage d'une langue par une autre, c'est-à-dire un phénomène allant bien au-delà de l'enrichissement naturel des langues entre elles. Tel serait le cas du franglais, par exemple. À ce titre, quelques pays francophones sont tentés d'avoir[10], ou ont une législation protectrice à cet égard, comme le Québec et la France[11].

#### Déperditions numériques
Les déperditions informatiques résultent, notamment, des phénomènes des hackers et des virus. Ils peuvent engendrer une fuite d'information dans tous les sens des termes, perte et divulgation. Comme pour les livres, le voleur/hacker s'approprie réellement ou fictivement l'information qui disparaît de son lieu de stockage initial ou de son terminal de visibilité. Mais, comme pour les livres, les pertes de données informatiques peuvent parfois n'être que temporaires. Cependant, cette « fuite » les aura détourné de leur utilisation légitime. Au passage, elle aura fait craindre un partage partiel de l'information inopportun, donc une fuite réelle.

#### Déperditions mémorielles
Enfin, l'oubli collectif et le temps qui s'écoule peuvent également être la cause d'une déperdition de certaines informations, d'un amoindrissement de ce que l'on appelle la mémoire collective, notamment de nature historique. Ces informations ne sont pas forcément perdues définitivement et peuvent parfois être retrouvées à plus ou moins long terme. Ici, la fuite emporte aussi la notion de dépréciation de l'information, c'est-à-dire non seulement de son oubli mais de sa perte d'intérêt en fonction d'une époque et/ou d'un pays donnés. D'où les commémorations et actions de mémoire destinées à lutter contre l'oubli (célébrations des anciens combattants, mémoire de la Shoah, etc.), mais aussi, la finalité des différentes disciplines historiques (histoire, archéologie, généalogie, etc.), ainsi que les poursuites pour négationnisme. On peut toutefois revendiquer le droit à l'oubli dans un autre domaine qui est celui des condamnations pénales, dont le casier judiciaire garde normalement la trace. Dans beaucoup de pays, y compris en France, diverses mesures permettent de purger ledit casier de tout ou partie des informations qu'il contient (amnisties, effacements automatiques à condition de délai, réhabilitation, etc.). Ceci s'ajoute aux diverses prescriptions légales.

#### Autres déperditions et limites de la notion
Il y a d'autres types de déperditions pouvant être considérés comme une fuite d'information au sens large. Mais toutes n'entrent pas dans notre notion. Par exemple, les déperditions de chaleur ne recouvrent qu'une notion quantitative, sauf lorsqu'il s'agit d'apprécier l'activité tellurique ou volcanique par ce biais, tout comme les fuites de matière et de gaz dans cette seule hypothèse car elles renseignent. Pareillement le corps produit et perd de la chaleur. Si on appréhende cette déperdition pour détecter la vie à distance, par l'infrarouge, par exemple, c'est une information. De même peut on quantifier la température du corps par différents moyens, y compris extérieurs. Généralement c'est pour en tirer l'information consistant à savoir s'il y a fièvre ou non. C'est une fuite d'information, surtout si la prise de température est faite à l'insu et contre le gré de l'intéressé qui veut cacher son état de santé, par exemple. Mais ce que l'on exploite alors est une divulgation et non une déperdition. En outre, dans tous ces exemples, c'est le transfert de connaissances permettant l'interprétation de la fuite qui leur donne leur caractère informatif. Les fuites sonores, sauf à n'être qu'une nuisance diffuse, véhiculent généralement de l'information directe mais il s'agit également d'une divulgation inopportune et non d'une déperdition. Tout comme une déperdition d'OGM qui, en se transmettant, divulgue bien de l'information, génétique en l'espèce. Sans doute est-ce encore le même raisonnement qu'il faut suivre à propos des conséquences d'une pollution (chimique, par irradiation, etc.) si l'on veut bien considérer que cette forme de déperdition peut aboutir en définitive à divulguer et à transmettre, quel que soit le vecteur, une information (en l'espèce, de nature physiologique) aux êtres vivants et aux végétaux, susceptible de produire des effets réels sur l'organisme receveur. Enfin, peut-on aller jusqu'à considérer que l'embryon humain est en soi une masse d'informations génétiquement nécessaires à l'être potentiellement en devenir ? Si oui, sa destruction (réduction embryonnaire, destruction d'embryons surnuméraires ou inutilisés) serait aussi (toute autre considération mise à part) une déperdition d'information, en l'espèce définitive compte tenu de la singularité de chaque être humain.

### Divulgation inopportune d'information
Dans la compréhension habituelle, la fuite d'information concerne généralement la divulgation inopportune de cette information. Il s'agit alors d'information censée devoir rester confidentielle voire secrète ou, en tout cas, qui a été divulguée au public ou à un tiers (institution ou autre personne privée) contre le gré ou, au moins, à l'insu de leurs détenteurs initiaux ou des personnes directement concernées par cette information. Intervient aussi le fait que le destinataire n'est pas toujours celui prévu et/ou que la divulgation est parfois seulement prématurée. Cela cause parfois un préjudice, variable suivant les circonstances. Cependant, il ne faut pas négliger les hypothèses où les fuites sont orchestrées au profit de la personne (ou l'institution) concernée par les informations divulguées.
On raisonne ici plus en termes de flux que de stock. La fuite d'information implique toujours un transfert de l'information et suppose au moins une source, un récepteur et, souvent, un vecteur de propagation. Le tout aboutissant à un partage non souhaitée de l'information. En cette matière, la presse et les journalistes sont en première ligne.
S'ils sont, en France, particulièrement exposés aux poursuites (perquisitions de la police, interrogatoires), la jurisprudence de la Cour européenne des droits de l'homme a depuis 1996 mises hors-la-loi ces poursuites, en estimant que la protection des sources d'information des journalistes est un pilier de la démocratie, sans lequel la liberté de la presse n'a plus de sens. La Cour européenne des droits de l'homme s'appuie sur l'article 10 de la Convention européenne des droits de l'homme, qui précise de façon limitative les cas où la presse peut se voir sanctionnée en cas de publication (diffamation, sécurité des personnes) mais proscrit quoi qu'il arrive les perquisitions visant à empêcher les fuites d'information, au nom de la protection des sources d'information des journalistes, principe de base de la Charte de Munich. En matière financière, elle a estimé que la publication par un journal de nouvelles sur une société cotée en Bourse, même s'il s'agit d'une « fuite d'information » contrevenant à la volonté de ses dirigeants, était nécessaire pour empêcher le délit d'initié et respecter le principe d'égalité entre tous les actionnaires.

#### Distinction et assimilation
- Quant au fait constitutif de la fuite - L'influence du vecteur de propagation, notamment les médias, sur l'ampleur de la fuite peut inciter à distinguer la fuite d'information elle-même, de sa divulgation, bien que les deux phénomènes soient souvent intimement liés, notamment lorsque c'est la divulgation qui matérialise la fuite. Ainsi, le viol de l'intimité du domicile ou du corps est l'occasion d'une fuite d'information qui en est la conséquence. Mais, sauf s'il y a vol d'un document ou captage visuelle (photo, vidéo), la fuite se confond avec l'acte.

- Quant au fait générateur de la fuite - Soulignons ainsi que la frontière est excessivement mince entre la fuite d'information et l'espionnage, l'un étant, dans ce cas, la conséquence de l'autre. En outre le processus est semblable, en particulier, chaque fois que la source de l'information est complice (de gré, de force ou involontairement). On peut donc, aussi, assimiler la négligence ou l'imprudence manifeste, conduisant à la divulgation non autorisée d'informations, à la fuite d'information, fut-elle dans ce cas, involontaire. Mais la fuite peut être générée par une obligation légale, consécutive au comportement volontaire de la personne concerné par la fuite, du fait que cette dernière ne mesure pas toujours la portée de son attitude puisqu'elle n'est que rarement informée de l'obligation de rompre le secret professionnel, dans certaines hypothèses, qu'ont certaines professions (avocats, professionnels du social, médecin, etc.), ou des possibilités de consultation et d'accès à des données sensibles qu'ont certaines administrations.

- Quant à la véracité du contenu - Il faudrait sans doute distinguer entre la fuite d'informations vraies et la fuite d'informations fausses qui, elle, s'assimile plus à la rumeur et à la désinformation. Cependant, la fuite d'informations orchestrée par un délateur anonyme (corbeau) ou par un service de renseignement (à des fins d'intoxication) est à la frontière de ces deux sphères puisqu'il peut s'agir du colportage autant de fausses que de vraies informations, tout comme c'est le cas du contenu de la presse people et de ses supposées fuites d'information. En outre, le caractère tronqué qui accompagne généralement toute fuite d'information a bien pour effet mécanique de travestir la vérité; sans compter que les sources sont parfois incertaines, erronées[12] ou incomplètes[13].

#### Notion multiforme

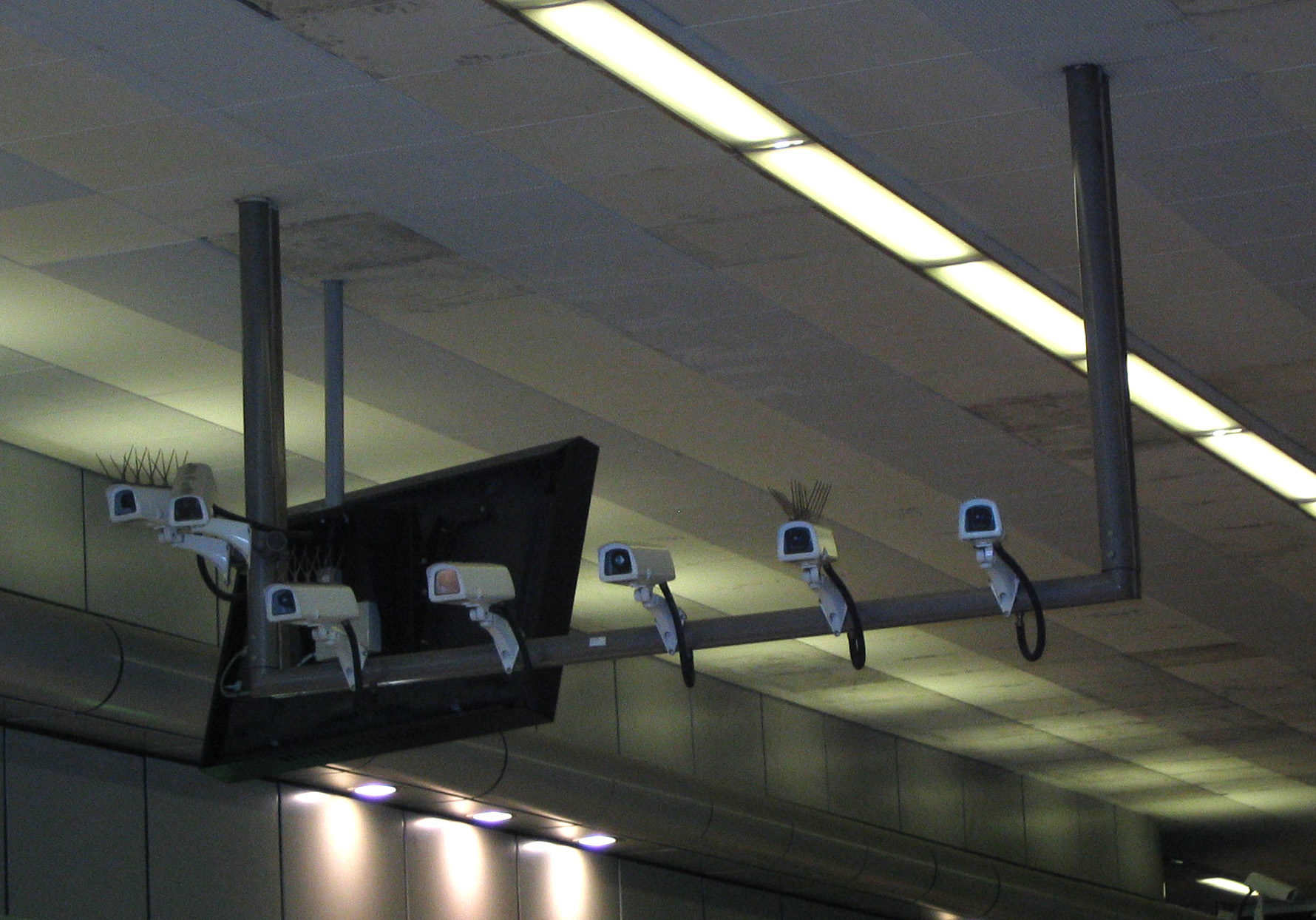
La vidéo-surveillance, parmi d'autres technologies et pratiques, alimente la crainte du Big-Brother (sortie de Birmingham new street station-Londres).

- Quant aux motifs de la fuite - La fuite d'information peut être faite avec des intentions malveillantes, voire pour manipuler les destinataires. Mais tel n'est pas toujours le cas. Le but peut seulement être informatif. Mais il peut aussi être sécuritaire, avec pour arrière-plan, tout le débat sur le Big Brother qui nous guette.

- Quant à la vectorisation de la fuite - La divulgation d'information est surtout une fuite horizontale. En effet, diverses situations, notamment administratives, nous contraignent à divulguer ou à partager de l'information que l'on souhaiterait rester confidentielle. Le droit organise surtout leur cantonnement et leur cloisonnement, donc de manière horizontale, et c'est aussi de cette façon transversale que l'information peut fuir en sortant de son cocon initial vers d'autres sphères. Cependant, à l'intérieur d'une même sphère, l'information peut être utilisée à d'autres fins que celles qui sont prévues (par exemple, l'utilisation des données du recensement national par la commune). On est alors en présence d'une fuite de nature verticale. Plus indéterminées sont les fuites provenant du partage de l'information (du moins lorsqu'elles ne sont pas autorisées) entre les acteurs sociaux et les services de santé, ou/ et les services de police. Il s'agit plutôt d'une fuite verticale au sein de l'administration (envisagées globalement), mais d'une fuite transversale inter-service.

- Quant aux modalités de la fuite - La source peut se présenter de différentes façons : concours volontaire ou non, vol ou captage à l'insu de celle-ci. Surtout, il faut naturellement envisager l'information sans égard pour sa forme. Ainsi, la divulgation non voulue d'une photographie peut, d'une certaine façon, constituer une fuite d'information de par son contenu[14]. Comme pour la déperdition, il s'agit de toutes données divulguées.

- Quant au caractère inopportun de la fuite - Comme pour les traces laissées par l'activité humaine, toute fuite n'est pas inopportune. Ainsi, c'est parce que notre corps génère une « fuite d'informations diverses », que le chien d'avalanche ou de séisme, ou des appareils de détection sonores ou de chaleur réussissent à détecter des ensevelis. Ces fuites sont salutaires, mais la même technique employée en cas de guerre pour détecter un ennemi caché, devient inopportune pour l'intéressé. On peut même envisager la fuite d'information au niveau spatial, celle que nous émettons au niveau terrestre, comme celle que nous tentons de détecter en vue de l'hypothèse qu'existe une autre civilisation, sans penser aux conséquences éventuellement néfastes qui pourraient en résulter. Certaines fuites d'information sont potentiellement inopportune.

La divulgation de fuite n'est définie par un acteur ni par ses circonstances, sa nature ou son contenu, mais par le fait qu'elle est non souhaitée ou non souhaitable par cet acteur à un moment donné. Enfin, l'appréhension d'une fuite illégitime par le droit couvre généralement autant la fuite elle-même que ses manifestations. Ainsi, par exemple : la fuite d'intimité matérialisée par le viol du domicile ou le piratage de coordonnées bancaires qui se découvre à l'occasion d'une ponction illicite sur un compte.
Ainsi définie, la divulgation d'information s'observe notamment en matière judiciaire, en matière économique, en matière de sécurité-défense, en matière politique et en matière de vie privée. Les fuites ne sont pas systématiquement répréhensibles mais, suivant les pays, il s'agit souvent d'un délit, plus exceptionnellement d'un crime (sécurité de l'État).

## Typologie juridique
Pour une présentation détaillée de la typologie des cas de divulgation inopportune de données ou d'information en droit français, on peut consulter l'article spécialisé à ce sujet.

## Réflexions sur la mécanique des fuites
Le phénomène des fuites d'information apparaît comme l'un des multiples mécanismes qui animent avec constance notre vie moderne, publique et privée, notamment, et principalement, via les médias qui sont à la fois acteurs et vecteurs en ce domaine, mais aussi de la part des institutions et des États qui invoquent l'argument sécuritaire. À y regarder de plus près, il est, à ce titre, révélateur du fonctionnement d'une nation, de son système juridique, institutionnel et politique et, peut être, de ses valeurs. Or, si ce n'est par le biais de l'étude des techniques de désinformation ou par des analyses juridiques très ciblées, ce phénomène général de société ne semble pas faire globalement l'objet de l'attention des chercheurs. D'où l'intérêt des quelques pistes qui suivent.

### Fuite d'information, une mécanique de pouvoir
L'existence des fuites d'information est paradoxale dans une société où le droit protège des fuites, notamment dans la vie privée et la vie administrative, tout en promouvant une certaine transparence (cf. infra) qui semble servir ensuite de prétexte à violer le droit, en organisant, ou en laissant perdurer, un système bien rodé de fuites dont on peut se demander s'il n'est pas nécessaire à la régulation de notre système d'échange de l'information et à l'exercice du pouvoir. Il paraît en tout cas inhérent et naturel à notre société.

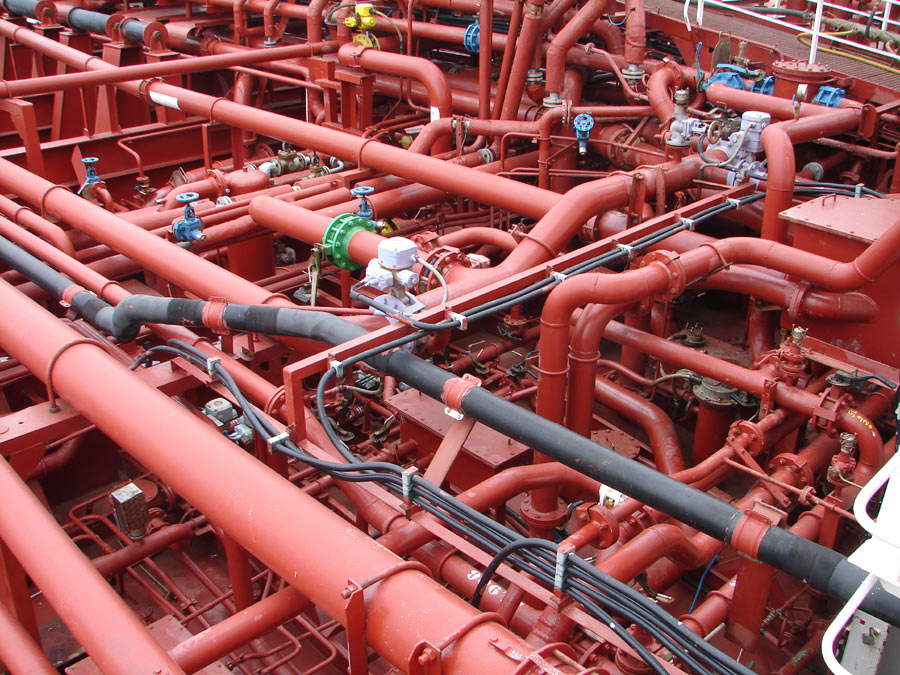
Illustration métaphorique de la mécanique des fuites comparée à un tuyauterie munie de robinets.

Dans notre société, et tel que l'État est censé fonctionner, les fuites d'information devraient être l'exception, remarque Bernard Dugué, en vertu d'une législation censée protéger les personnes (voir plus haut), alors qu’en matière d’administration et de services publics, le devoir de réserve et le secret professionnel, ainsi que le cloisonnement, limitent drastiquement la divulgation d’informations sensibles, au moins dans les médias. En cette matière, le robinet est donc fermé. Cependant, d'autres textes garantissent l'accès aux sources (accès aux documents administratifs, procès-verbaux, délibérations, publications officielles et légales, etc.) et la transparence de la vie publique. On est au contraire, ici, dans une situation où le robinet est ouvert. Le mécanisme binaire du robinet offre donc le flux strictement nécessaire à la transparence et semble assurer le bon fonctionnement et la régulation de l'État, même si le devoir de réserve est déjà en soi une source d'opacité anachronique : quant aux dysfonctionnements, ainsi mal répertoriés, que peut connaître l'institution ; quant à l'esprit des politiques qui animent le fonctionnement des services publics, que le public mériterait de connaître.
Dans un tel contexte, les très nombreuses fuites d'information, à tout propos, et la persistance du phénomène, apparaissent comme un dysfonctionnement qui, au contraire de ce qui se passerait en matière de plomberie, ne semble pas réellement troubler le système institutionnel en profondeur. C'est que, selon B. Dugué, les fuites sont délibérées, ce qui laisse présager une utilité ou un intérêt pour ceux qui les organisent ou laissent faire :
« La mécanique des fuites s’effectue contre les règles de l’État de droit, à la discrétion d’individus ou d’autorités croyant servir l’intérêt public dans le meilleur dans cas, ou leurs propres intérêts, ce qui traduit des dérives bien connues, jeux de pouvoirs, d’influences, parfois à la limite de la perversion. L’intention est de mobiliser l’attention du public et ce but est atteint si les relais fonctionnent correctement. Sur ce point, on peut faire confiance à la docilité des médias, au suivisme des journalistes qui réagissent sans aucun filtre déontologique, mécaniquement, pour ainsi dire. »
Néanmoins, il est permis de se demander si les fuites ne sont pas une soupape et un élément de souplesse nécessaires pour plus de transparence et plus de démocratie. Autrement dit, sont-elles un phénomène d'équilibre, une sorte de contre-pouvoir naturel inhérent au système lui-même ? Ou bien, au contraire, introduisent-elles en définitive plus d'opacité : de par les ressorts et les stratégies qui les sous-tendent ? ; de par la sélectivité et la hiérarchisation implicite des informations qui filtrent à dessein ? Autrement dit, sont-elles une forme subtile de l'exercice du pouvoir ? Pour B. Dugué, en effet, « rien de tel que de faire croire à la transparence pour se dissimuler, divulguer quelques miettes sans importance afin de cacher les jeux d’initiés et autres intrigues de palais, ainsi que les pratiques des décideurs ».
Dugué conclut cependant que le mécanisme des fuites est devenu un élément incontournables de la vie publique : « Les fuites (sont) pour ainsi dire naturelles, sortes de produits dérivés des sociétés complexes, au même titre que les publicités que l’on reçoit dans sa boîte aux lettres ».

Pour Julian Assange, le fondateur de Wikileaks
« L’organisation de fuites constitue une action intrinsèquement anti-autoritaire  »

### Fuite d'information, une mécanique sociétale
Pour une grande part, les fuites d'information les plus visibles que nous connaissons actuellement sont faites sous couvert de l'argument de la transparence et sont, pour certaines, accélérées et amplifiées par la dérive people de notre société.

#### Argument de la transparence

##### Transparence intrinsèque au système
La fuite d'information dans notre quotidien perceptible a sans doute à voir : d'une part, avec les raisons de notre besoin irrépressible d'être informé; d'autre part et consécutivement, avec le métier de journaliste et ce qui fait l'essence même du travail des médias, censés rendre compte de ce qui se passe dans l'ensemble de la société. En particulier, l'objectivité qui est une vertu journalistique, commande littéralement de dire « vraiment » ce qui se passe et « tout » ce qui se passe, en allant au-delà des déclarations convenues et partisanes (donc au-delà de ce qu'en disent les intéressés) et au-delà des apparences (donc au-delà de ce qui est visible, dit ou affiché).

C'est en cela que l'on parle souvent du pouvoir des médias comme d'un contre-pouvoir, en justifiant en outre leur existence par les exigences d'une nouvelle vertu démocratique, largement intégrée à la pratique anglo-saxonne, celle de la transparence démocratique, même si celle-ci est parfois en trompe-l'œil et qu'elle a parfois ses limites, en France par exemple. Nonobstant, cela justifie pleinement le journalisme d'investigation dans tous les domaines, notamment, politique, économique, social et environnemental où chaque acteur doit pouvoir justifier d'un comportement vertueux et donc, concomitamment, de ses erreurs ou de ses fautes. Or, à côté du journalisme de témoignage, le journalisme d'investigation consiste bien, pour débusquer une vérité que l'on a tendance à cacher, à susciter et à profiter de toutes les fuites d'information possibles, par tous moyens, y compris controversés (enregistrement et prise de vues clandestins, pénétration, infiltration, etc.), tout comme le font les services officiels de renseignements de chaque pays, ses services de polices et ses services de contrôle (fiscaux et autres), chacun dans leur domaine.
Face à cela, les réponses sont d'abord de nature politique (gestion de la relation médias/société/pouvoir), puis technique (protection des données, notamment dans le domaine numérique) et, à défaut, répressive (encadrement juridique et sanctions). Cependant, ces réponses ne font tout au plus que réguler une société qui produit toujours plus d'informations et qui, pour ce faire, semble implicitement organiser elle-même son système de fuites; au moins, s'en accommoder; d'autant que la vulgarisation des moyens d'expression sur internet (blogs, réseaux sociaux) et leur mondialisation rendent le contrôle illusoire.
Ainsi les fuites d'information sont légion et elles paraissent même faire partie des fondamentaux sociologiques et politiques de notre société, au point que le seul phénomène qui vaille peut être d'être étudié, en contrepoint des fuites d'information qu'il génère, c'est ce climat général de suspicion et d'incrédulité que génère toute organisation sociale moderne; ce dont témoigne le besoin de transparence dans notre propre organisation, dès lors qu'elle se démocratise au-delà de l'appareil politique.
Reste, non seulement à trouver les limites de la transparence, mais aussi à apprécier les outils de mesure des conséquences à en tirer, et sur quelles informations ils doivent porter, alors que toute fuite est nécessairement lacunaire, souvent isolée, voire orientée…

##### Transparence en tant que système
Il s'agit ici d'une démarche militante et transgressive, assez largement anti-oligarchie, qui se réclame d'une philosophie humaniste, parfois proche des altermondialistes. Elle vise au partage systématique de toutes les informations à l'encontre notamment de leur marchandisation, de leur confinement dans des cercles spécifiques et de leur accès restreint. Ainsi, par exemple, telle est parfois la motivation de certains contributeurs de Wikipédia, et peut être l'une des légitimations de l'encyclopédie elle-même qualifiée par ailleurs de « libre ». C'est assurément la démarche du site WikiLeaks (en anglais « leaks » = fuites), plus récemment des Anonymous, dont les révélations sont perçues comme des fuites mettant en péril le système oligarchique qui se réclame de la démocratie,,,. Élisabeth Roudinesco évoque même à ce propos « la dictature de la transparence » quand Benoît Thieulin se borne à constater une mutation vers l'« open politique ». Enfin, l'objectif de transparence vise aussi, sous prétexte de militer en faveur d'une prise de conscience du risque numérique, à développer les moyens d'intrusion et de hacking dans les réseaux informatiques pour en débusquer les fuites, même si pour certains il ne s'agit que d'un jeu. 

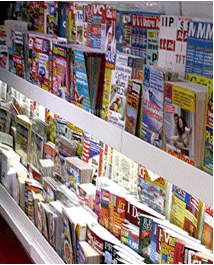
En fait, toute la presse participe à la peoplisation de la société.

Pour ces « jusqu'au-boutistes » de l'informatique et de l'internet, toute information à leur portée est bonne à connaître, voire à divulguer puisque ses détenteurs n'ont pas su (ou pas voulu, prétendent certains) la protéger. Sans compter que pour d'autres, dès lors qu'un individu ou une organisation est irréprochable, il ne devrait pas craindre la fuite; celle-ci étant un moyen de régulation et de moralisation de la vie sociale, économique et politique, face à une hypocrisie générale supposée et aux agissements notamment des puissants qu'il s'agirait de débusquer[réf. nécessaire].

#### Dérive «people»
On se doit sans doute d'ajouter aux considérations précédentes, la peoplisation de la vie privée et la véritable traque à l'information que ce phénomène recouvre désormais. D'abord à l'honneur pour vulgariser la vie publique, puis intime, des stars et des vedettes du cinéma, puis de tout le show-biz, et progressivement étendu à la jet-set, puis dernièrement à ceux qui nous gouvernent et, plus généralement, à tous ceux qui, à un titre ou un autre, ont une place dans la vie publique ou bénéficient d'une célébrité quelconque, même éphémère. On avait vu aussi par le passé se développer le même phénomène à propos des faits divers, notamment crapuleux, criminels et/ou politiques, avec une presse spécialisée, toujours présente aujourd'hui, parfois qualifiée aussi de presse à scandale (notamment outre-manche) lorsqu'elle est plutôt orientée vers l'exploitation de fuites visant les hommes politiques. Mais cette dernière se confond aussi avec une partie de la presse people. Désormais, le phénomène a pris l'ampleur d'un véritable phénomène de société touchant presque toutes ses strates. Il génère un système bien rodé de fuites avec ses spécialistes que sont les paparazzis et certains écrivains et journalistes concentrés sur les biographies non autorisées et révélations intimistes.
Parfois vu comme le prolongement de la presse d'information dont ce phénomène ne serait qu'un domaine particulier, nécessitant des modalités particulières, la presse people et de faits divers qui en rend compte et en vit (presque dans tous les pays), invoque, elle aussi, les exigences du devoir de transparence. Mais elle est plutôt regardée comme attentatoire à la vie privée, notamment en France où ce genre de fuites est réprimée plus qu'ailleurs. Le ressenti de ceux qui sont visés par ces atteintes est d'autant plus douloureux que les informations rapportées ne brillent pas toujours par leur précision ou leur exactitude. À l'inverse, certaines célébrités, du show-biz en particulier, se servent aussi de cette presse à leur profit. Quelques-unes sont même victimes après avoir été complice. Il faut de toute façon observer que cette presse n'existerait pas sans l'assentiment implicite des lecteurs qui l'achètent. En outre, les médias généralistes ne sont pas avares pour exploiter ce genre de fuites d'information, notamment celles concernant la vie privée des hommes politiques, comme l'exposition de la vie affective (réconciliation, divorce et remariage) du président français Sarkozy l'a démontré, notamment en 2006-08 ; un constat réitéré ensuite, notamment avec les révélations lors de l'affaire DSK, en 2011, du comportement de « prédateur sexuel » supposé de l'ancien directeur du FMI, le tout assorti d'un questionnement implicite en forme de légitimation : un homme public a-t-il une vie privée ?
Les ressorts de cette peopolisation générale, qui se délecte de ces fuites, sont vieux comme le monde et ont à voir avec la curiosité, parfois jugée malsaine, qui anime l'être humain et que l'on retrouve aussi illustrée dans la vie quotidienne, par exemple entre voisins ou entre collègues de bureau.
Entre autres, cela pose sans doute le problème de la déontologie journalistique et exige une réflexion sur l'éthique individuelle et sociétale, au moins de nature sociologique et philosophique… [réf. nécessaire]

### Fuite d'information, une mécanique sécuritaire
La sécurité est le troisième ressort de la mécanique des fuites, pour protéger et se protéger.

#### Déterminismes et légitimations de la mécanique sécuritaire des fuites
La considération apportée aux fuites d'information, consécutivement, leur nature, leur répression autant que leur exploitation et leur suscitation, dépendent en tout premier lieu de la conception du système de sécurité propre à l’entité socio-politique qui régule le comportement des acteurs sociaux, conformément aux ressorts et aux déterminants du modèle de société auquel il est associé (distinction nécessaire entre pays totalitaires et démocratiques). La constante invoquée vise la protection de l'État et des populations (analyse nécessaire des rapports entre les deux motivations, du rôle prédateur de tout État), sur le plan intérieur comme vis-à-vis des menaces extérieures, entraînant des réflexes protectionnistes, accompagnées de la culture du secret et, concomitamment, le développement d'un esprit intrusif et du contrôle sociétal, pour se prémunir, notamment en amont.
Du degré de précaution induit, dépendent la rigueur de l'encadrement des fuites et son caractère intrusif, l'importance et la nature du dispositif de précaution dépendant lui-même du sentiment d'insécurité des populations (distanciation possible entre ressenti individuel et opinion publique), de sa versatilité dans le temps (analyse nécessaire des phobies et peurs réflexes collectives ou communautaires par rapport à la réalité statistique ou aux menaces diffuses comme le terrorisme ou la guerre économique), tout autant que des impératifs et intérêts propres à l'entité socio-politique dominante.
Dans un État de droit, démocratique, cela pose les questions de la compatibilité avec les droits de l'homme et du nécessaire compromis acceptable, ainsi que celle du rôle respectif, parfois ambigu et entremêlé, des médias et des institutions de l'État.

#### Modalités de l'encadrement sécuritaire des fuites
En aval : la gestion des fuites pour maintenir le secret, canaliser l'information pour éviter la panique ou des troubles internes (motif sécuritaire d'ordre public et/ou politique) à propos d'un événement dont il convient de contenir les effets sur les différents acteurs concernés. On se souvient ainsi que l'exploit américain, consistant en 1969 à faire marcher un homme sur la lune, fut un événement que les autorités chinoises cachèrent à leur ressortissants qui ne l'apprirent que partiellement et en différé grâce aux fuites émanant de compatriotes en contact avec l'Occident.
Le processus qui consiste à empêcher toutes fuites ou à les discréditer s'accompagne de mesures dès lors semblables quel que soit l'événement, terroriste ou autre : pressions sur les témoins, dissimulation graduée ou non, rétention d'information parfois échelonnée, fausses informations (désinformation), sollicitation ou exigence d'auto-censure à la presse, etc., comme en témoignent certains autres exemples emblématiques :

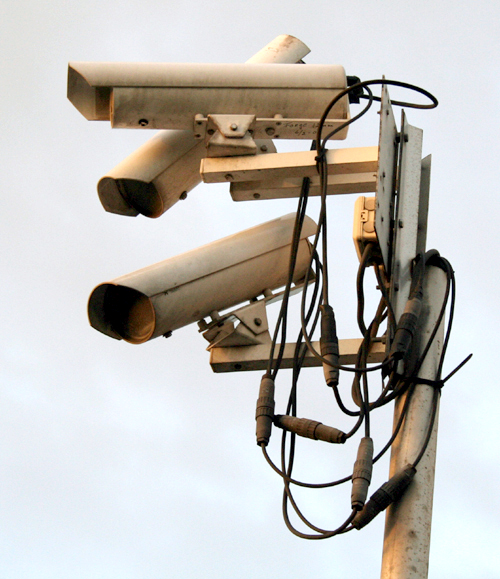
Vidéosurveillance et télésurveillance alimentent, entre autres, la crainte du contrôle sécuritaire dans les sociétés occidentales.

- Exemple de la gestion de l'information après l'explosion de l'usine française AZF en 2001. À ce propos, Isabelle Garcin-Marrou parle de gestion graduelle de la divulgation des informations, « symptomatique des stratégies de gestion des crises terroristes, qui commencent en général par la dissimulation. » Pour les autorités, poursuit-elle « moins les choses seront discutées, plus leurs marges de manœuvre seront préservées. » L'auteur souligne aussi l'existence d'une note écrite « appelant on ne peut plus clairement les rédactions à l’autocensure », avec une attitude à la fois complice et embarrassée des médias[34].

- Exemple de la gestion de l'information concernant la propagation du nuage irradié après la catastrophe survenue à la centrale nucléaire de Tchernobyl en 1986, à propos de laquelle la CRIIRAD semble mettre en évidence les « carences et les mensonges des services officiels français » qui ont minimisé les risques[35] qui restent cependant controversés. La comparaison avec l'attitude des autorités soviétiques pourtant en pleine glasnost (« transparence ») à l'époque est paradoxale puisque c'est l'État qui dans un premier temps fut sous-informé, les autorités locales retardant et minimisant l'information.
- Exemple du secret absolu qui a entouré pendant 20 ans l'accident nucléaire du sous-marin soviétique k19 en 1961, les autorités militaires ayant fait prêté serment aux personnels concernés de garder le silence même à l'égard de leurs proches. Il semble cependant que l'affaire avait fuité en occident par le biais de la marine américaine.

En amont : l'organisation et l'exploitation des fuites alimentant le renseignement pour protéger l'État, l'ordre public et les populations, justifiant, à l'extrême, un big brother généralisé à visée anti-terroriste, de lutte anti-banditisme et anti-criminalité (fichage, indicateurs, intrusion policière, écoutes et surveillance sophistiquées, contrôle intrusif de l'immigration et de la circulation des personnes, biométrie), de lutte contre la petite délinquance de rue (caméras de surveillance, en partie sous les prétextes d'une rapidité d'intervention et d'un effet de dissuasion), prolongée par la pratique intensive de la vidéo et la télésurveillance dans le secteur commercial, notamment la grande distribution (lutte contre le vol dit « démarque inconnue »), et de lutte contre l'insécurité routière (Chronotachygraphe, radar routier, contrôle signalétique, etc.).
En arrière-plan, le phénomène s'ajoute à la guerre et au fuitage notamment économique auxquels se livrent les pays entre eux, mais n'est pas déconnecté de motifs d'ordre interne visant la préservation de l'ordre établi (par exemple, pour la prévention des mouvements sociaux). À l'occasion, la fuite sécuritaire peut prendre également la forme d'une dénonciation citoyenne, souvent anonyme, parfois ouvertement encouragée, qui, en France, est mal acceptée par référence aux périodes les plus noires de délation qu'a connu le pays.
Globalement, cette surveillance généralisée est la partie la plus crainte et la plus polémique de la mécanique des fuites et paradoxalement pas toujours la plus visible ou la plus connue dans ses modalités puisque son acceptabilité dépend en grande partie de sa discrétion. C'est pourquoi, le fuitage réactif, celui qui cherche à débusquer les moyens intrusifs ou masquants de nature sécuritaire, peut se réclamer, à tort ou à raison, d'un contre-pouvoir, en l'espèce médiatique et/ou citoyen.

#### Contres-mesures
Un piège à canaris est une méthode permettant de révéler une fuite d'informations en donnant différentes versions d'un document sensible à chacun des suspects et en observant quelle version est divulguée.